# Hans Christoph Begemann
Hans Christoph Begemann (* 4. Februar 1962 in Hamburg) ist ein deutscher Sänger mit der Stimmlage Bariton und Hochschuldozent.

## Leben
Bereits 1968 absolvierte Begemann erste Gesangsauftritte im örtlichen Gemeindehaus und erhielt seitdem auch Violinunterricht. Von 1972 bis 1976 sang er an der Hamburgischen Staatsoper den Dritten Knaben in Wolfgang Amadeus Mozarts Oper Die Zauberflöte. Seit 1977 hatte er Klavierunterricht und trat als Geiger in das Landesjugendorchester Hamburg (HJO) ein. Von 1980 bis 1983 war er Konzertmeister beim HJO, mit dem er auch auf Tournee nach Kanada ging.
Nach Abitur und Zivildienst absolvierte er von 1983 bis 1986 ein Gesangsstudium bei Claus Ocker an der Hochschule für Musik und darstellende Kunst in Hamburg, welches er mit dem Abschluss als Diplom-Musiklehrer beendete. Von 1986 bis 1988 folgte ein weiteres Gesangsstudium bei Ernst Haefliger an der Musikhochschule München sowie an der Opernschule am Staatstheater am Gärtnerplatz in München. Dort erwarb Begemann das Gesangsdiplom. Von 1988 bis 1991 schloss sich ein Aufbaustudium bei Aldo Baldin an der Musikhochschule Karlsruhe an, wo er das Konzertexamen mit Auszeichnung bestand. 1994 erzielte er den  1. Preis beim Internationalen Wettbewerb der Japanischen Schubert-Gesellschaft in Osaka.
Begemann debütierte 1992 am Stadttheater Gießen mit der Rolle des Räubers in der Operette Gasparone von Karl Millöcker. Er wirkte in der Uraufführung von Alfred Schnittkes Leben mit einem Idioten am Musiktheater Amsterdam unter Leitung von Mstislaw Leopoldowitsch Rostropowitsch mit. Von 1994 bis 1997 hatte Begemann ein Festengagement an den Wuppertaler Bühnen. Von 1997 bis 2005 folgte ein weiteres Festengagement am Staatstheater Darmstadt. Seit 2006 arbeitet er als freischaffender Sänger mit Opernproduktionen an den Opernhäusern von Köln, Braunschweig, Chemnitz und bei den Ludwigsburger Schlossfestspielen. Gastspiele gab Begemann an den Opernhäusern von Hannover, Leipzig, Nürnberg, Mönchengladbach, Gelsenkirchen, Münster, Basel, Enschede und Helsinki. 
2007 sang er in der Uraufführung von Cosima von Siegfried Matthus am Staatstheater Braunschweig. Auch brachte er die Goethe-Lieder von Wolfgang Rihm zur Uraufführung.
Hans Christoph Begemann ist verheiratet und lebt mit seiner Familie seit 2009 in Mainz.

## Musikalisches Wirken

### Liedgesang
Begleitet am Klavier von Helmut Deutsch und seit 20 Jahren regelmäßig von seinem Duo-Partner Thomas Seyboldt, hat Begemann auf dem Konzertpodium über 300 Schubert-Lieder gesungen. Der SWR präsentierte eine Reihe von live gesendeten und teilweise auf CD erschienenen Schubert-Abenden, darunter die Winterreise. Beim WDR stellte sich das Liedduo mit 60 Jahre Lieder aus Theresienstadt von Viktor Ullmann und Pavel Haas vor. Wolfgang Rihm, Manfred Trojahn, Juan Allende Blin, Wilhelm Killmayer, Moritz Eggert und Peter Ruzicka schrieben Lieder für Begemann, die bei der Schubertiade im Ettlinger Schloss und beim Kissinger Sommer uraufgeführt wurden.

### Konzert und Oratorium
Hans Christoph Begemann sang unter anderem in den Passionen von Johann Sebastian Bach im Wiener Musikverein, dem Auditorio Nacional Madrid, dem Palau de la musica in Barcelona, der Tonhalle Zürich sowie in den großen Konzertsälen Deutschlands. 2009 wirkte er bei Aufführungen von Georg Friedrich Händels Oratorium Der Messias unter Leitung des Dirigenten Marc Andreae in Estland mit, die auch vom estländischen Rundfunk übertragen wurden.

### Lehrtätigkeit
Seit dem Sommersemester 2006 ist Hans Christoph Begemann Dozent für Gesang (Haupt- und Nebenfach) an der Hochschule für Musik Rheinland-Pfalz der Universität Mainz, wo er eine Gesangsklasse unterrichtet. Im März 2020 wurde er zum außerplanmäßigen Professor ernannt. Seit 2007 ist er regelmäßig in der Liederwerkstatt beim Kissinger Sommer zu hören. 
Begemann begründete gemeinsam mit seinem Liedbegleiter Thomas Seyboldt das Schulprojekt Klassik für Jugend der Schubertiade.de. Unter der Schirmherrschaft des Kultusministers von Baden-Württemberg führt das Liedduo dabei landesweit im jeweiligen städtischen Konzertsaal Gesprächskonzerte für Schülerinnen und Schüler durch.

## Opernpartien
MozartFigaro in Le nozze di Figaro, Leporello Don Giovanni, Sprecher, früher auch Papageno, in Die Zauberflöte.
DeutschWolfram in Tannhäuser, Heerrufer in Lohengrin, Peter I. in Zar und Zimmermann, Orest in Elektra, Musiklehrer in Ariadne auf Naxos, Peter Besenbinder in Hänsel und Gretel.
ItalienischGiorgio Germont in La traviata, Orlando in Orlando furioso, Marcello in La Bohème, Dr. Bartolo in Der Barbier von Sevilla.
FranzösischLindorf, Coppélius, Dr. Miracle und Dapertutto in Hoffmanns Erzählungen, Escamillo in Carmen, Zurga in Die Perlenfischer, Jaufré Rudel in L’amour de loin.
EnglischNick Shadow in The Rake’s Progress.

## Gastproduktionen
Finnische Nationaloper HelsinkiL’amour de loin von Kaija Saariaho (Jaufré Rudel)
Oper LeipzigHoffmanns Erzählungen von Jacques Offenbach (Lindorf, Coppélius, Dr. Miracle und Dapertutto).
Staatstheater NürnbergProspero von Luca Lombardi (Titelpartie), Uraufführung.
Ludwigsburger SchlossfestspieleLes Danaïdes von Antonio Salieri (Danaus)
Oper KölnLohengrin von Richard Wagner (Heerrufer)
Staatstheater BraunschweigCosima von Siegfried Matthus, Uraufführung.
Oper ChemnitzIl templario von Otto Nicolai (Titelpartie) (Deutsche Erstaufführung), La traviata (Giorgio Germont).
Opernhäuser Essen, Mannheim und WiesbadenHänsel und Gretel von Engelbert Humperdinck (Vater, Peter Besenbinder).

## Aufnahmen (Auswahl)
- Johann Sebastian Bach: Matthäus-Passion, Orchester der KlangVerwaltung, Dirigent: Enoch zu Guttenberg, 2003
- Ludwig van Beethoven: Lieder von Goethe, An die Ferne Geliebte, Gellert-Lieder, Pianist: Thomas Seyboldt, 2020
- Max Bruch: Arminius, Göttinger Symphonie Orchester, Dirigent: Hermann Max, 2009
- Franz Lehár: Die blaue Mazur, Brandenburgisches Staatsorchester, Dirigent: Frank Beermann, 2008
- Otto Nicolai: Il Templario, Robert-Schumann-Philharmonie, Dirigent: Frank Beermann, 2009
- Wilhelm Petersen: Lieder, Pianist: Matthias Gräff-Schestag, 2001
- Hans Pfitzner: Orchesterlieder, Nordwestdeutsche Philharmonie, Dirigent: Otto Tausk, 2010
- Wolfgang Rihm: Lieder für Bariton und Klavier, Pianist: Thomas Seyboldt, 2019
- Wolfgang Rihm: Symphonie „Nähe Fern“, Luzerner Sinfonieorchester, Dirigent: James Gaffigan, 2013
- Antonio Salieri: Les Danaïdes, Ludwigsburger Festspielorchester, Dirigent: Michael Hofstetter, 2007
- Franz Schubert: Winterreise, Pianist: Thomas Seyboldt, 1997 (Aufnahme des SWR - nicht im Handel erhältlich)
- Franz Schubert: Goethe-Schiller-Hölty-Lieder, Pianist: Thomas Seyboldt, 2017
- Erwin Schulhoff: Lieder, Pianist: Klaus Simon, 2020